# Malo Bonjince
Malo Bonjince (Servisch cyrillisch Мало Боњинце) is een plaats in de Servische gemeente Babušnica. De plaats telt 115 inwoners (2002).